# Zdzisław Dziędzielewicz-Kirkin
Zdzisław Dziędzielewicz-Kirkin (ur. 25 września 1916 we Lwowie, zm. 21 września 2010 w Gliwicach) – polski inżynier mechanik, w latach 1948–1979 projektant w przemyśle hutniczym w Gliwicach, taternik, alpinista, ratownik TOPR, przewodnik tatrzański, instruktor narciarski, działacz harcerski i turystyczny.
Był nestorem taternictwa na Górnym Śląsku i prekursorem stosowania techniki sztucznych ułatwień w Tatrach. Wnuk Józefa Dziędzielewicza – entomologa – i brat Leszka Dziędzielewicza – urodzonego w Brzeżanach taternika i ratownika tatrzańskiego.
Z Tatrami zetknął się wcześnie – jego rodzina zamieszkała w Zakopanem, gdy miał 13 lat. W gimnazjum, jako członek I Zakopiańskiej Drużyny Harcerzy, poznawał Tatry turystycznie i na nartach. W 1936 r. wraz z kolegami z harcerskiej Sekcji Turystycznej powołał grupę sportową zwaną „Makolągwami”. Ze sprowadzonych niemieckich książek alpinistycznych poznali technikę hakową i zaczęli stosować ją w Tatrach – dokonali wtedy wielu znaczących przejść, do których należały wejścia na Kościelec lewą połacią zachodniej ściany (wraz ze Zbigniewem Kubińskim, 5 lipca 1939 r.) czy na Granaty Żlebem Drège’a (wraz ze Stanisławem Wrześniakiem, 16 lipca 1939 r.).
Przez pierwsze dwa lata wojny przebywał w Zakopanem (okazyjnie nadal wspinając się w Tatrach), potem zawierucha wojenna rzuciła go do Lwowa. W 1945 r. po repatriacji podjął, rozpoczęte we Lwowie i przerwane przez wojnę, studia na Politechnice Śląskiej w Gliwicach. W tym samym roku został przyjęty do Klubu Wysokogórskiego PTT i złożył przyrzeczenie ratownicze w TOPR. Był jednym z głównych organizatorów taternictwa na Śląsku – działał w drużynach harcerskich Politechniki Śląskiej i kole gliwickim PTT. Był współzałożycielem Koła Śląskiego Klubu Wysokogórskiego w Katowicach (1949), Grupy Alpinizmu Sekcji Turystycznej AZS w Gliwicach (1951) i wreszcie koła Klubu Wysokogórskiego tamże (1957). Był wykładowcą i kierownikiem kursów taternickich, dla celów szkoleniowych odkrywał nieznane wówczas rejony skałkowe, m.in. w rejonie Rzędkowic.
Cały czas intensywnie się wspinał. Dokonał m.in. pierwszego zimowego wejścia Żlebem Drège’a na Granaty (1953, z Jerzym Mitkiewiczem, Tadeuszem Rogowskim i Witoldem Udzielą). W 1957 r. jako uczestnik pierwszej po wojnie polskiej wyprawy w Kaukaz zdobył wschodni szczyt Elbrusa. W latach 1960–1965 wyjeżdżał w Alpy Wschodnie i Dolomity, w których przeszedł wiele dróg skalno-lodowych – wspinał się tam m.in. z Januszem Chaleckim i Wandą Rutkiewicz. Uprawiał też narciarstwo wysokogórskie. Od 1952 r. był instruktorem narciarskim PZN, a później również instruktorem skialpinizmu i przez wiele lat prowadził obozy szkoleniowe w Dolinie Pięciu Stawów Polskich. Był aktywny do ostatnich lat życia: jeszcze w wieku 90 lat jeździł na nartach i wspinał się w skałkach.
Został pochowany w grobowcu rodzinnym na Nowym Cmentarzu przy ul. Nowotarskiej w Zakopanem.